# John McPherson (Kameramann)
John McPherson (* 30. Dezember 1941 in Los Angeles, Kalifornien; † 21. Dezember 2007 in Westlake Village, Kalifornien) war ein US-amerikanischer Kameramann und Regisseur.
Seine Karriere im Filmgeschäft begann er in den späten 1970er Jahren als Kameramann und Regisseur für die Fernsehserie Der unglaubliche Hulk. Insgesamt inszenierte er acht Episoden der Serie. In den 1980er Jahren arbeitete er vornehmlich weiter für das Fernsehen, so war er für die von Steven Spielberg produzierte TV-Serie Unglaubliche Geschichten als Kameramann tätig, wofür er 1986 auch mit einem Emmy ausgezeichnet wurde. Er war als Kameramann nur an wenigen Spielfilmen beteiligt, zu diesen gehören Der weiße Hai 4 – Die Abrechnung, Das Wunder in der 8. Straße (1987), Nummer 5 gibt nicht auf (1988) sowie Fletch – Der Tausendsassa aus dem Jahr 1989. Als Regisseur war er bis in die späten 1990er Jahre tätig, so drehte er mehr als zwanzig Episoden der Serie Seven Days – Das Tor zur Zeit.

## Filmografie (Auswahl)
als Kameramann
- 1977–1978: Kojak – Einsatz in Manhattan (Kojak, Fernsehserie)
- 1977–1981: Der unglaubliche Hulk (The Incredible Hulk, Fernsehserie)
- 1981: Der Zauberbogen (The Archer: Fugitive from the Empire)
- 1982: Die Zeitreise (Voyage From the Unknown), mit Edward Rio Rotunna
- 1985–1987: Unglaubliche Geschichten (Amazing Stories, Fernsehserie)
- 1985: Laß’ mich mal ran! Als Junge ist sie Spitze (Just One of the Guys)
- 1986: Restrisiko (Acceptable Risks)
- 1987: Das Wunder in der 8. Straße (*batteries not included)
- 1987: Der weiße Hai 4 – Die Abrechnung (Jaws: The Revenge)
- 1988: Nummer 5 gibt nicht auf (Short Circuit 2)
- 1989: Fletch – Der Tausendsassa (Fletch Lives)
- 1991: Bingo – Kuck mal, wer da bellt! (Bingo!)

als Regisseur
- 1991: Strays – Blutige Krallen (Strays)
- 1992: Ein dreckiger Job (Dirty Work)
- 1993: Mord im Visier (Fade to Black)
- 1994: Klippe des Todes (Incident at Deception Ridge)
- 1998–2001: Seven Days – Das Tor zur Zeit (Seven Days, Fernsehserie)